# 枡座
枡座（ますざ）は、江戸時代に江戸と京都で枡を専売した機関。

## 枡座の設立
計量のための枡を全国で統一するために設けられ、東日本33か国で使用される枡は樽屋が、西日本33か国と壱岐・対馬で使用される枡は京都の福井作左衛門が製作し、審査を通った枡に焼印を押していた。
寛文8年（1668年）に諸国で使用している枡を調査し、翌9年に江戸枡（京枡）などの枡の使用を禁止して新京枡（しんきょうます）を正式な枡として認定した。そして江戸と京都の枡座に枡の独占的な製造・販売・検定の権利を与えた。
江戸の枡座は、天正18年（1590年）に徳川家康が関東に入部した時に作られた。江戸枡座の樽屋は、枡座を営むかたわら、江戸の町役人の筆頭である町年寄も務めていた。
京都枡座の福井家の先祖は、京都大工頭・中井大和守の配下の御用大工で、寛永11年（1634年）に枡座を勤めるように命じられたという。当初は、江戸枡と同規格の新枡の作成を命じられた山村与助が枡座支配を勤めた。それから出水三左衛門・鈴木源太夫と受け継いだ後、福井家の作左衛門が拝命した。京都の枡座は、油小路大炊下ル橋本町にあった。
甲府の府中工町（たくみまち）には、甲州枡製造の特権を江戸幕府から与えられた甲府の枡座があった。武田氏が甲府を治めていた時代に、甲州枡を領内一円に使用させるに当たり、天正元年（1573年）に府中の小倉惣次郎を枡方に定めたのがその始まりと言われる。小倉惣次郎は枡屋伝之丞の祖先で、『甲斐国志』によると武田氏から朱印状を授かったとされる。また、枡屋伝之丞の由緒書には、武田信玄の時代に甲府の細工職人・小倉惣次郎が枡職と細工御用を勤めたとある。そして徳川家康入国の際に従来通り国枡（甲州枡）の通用と甲斐国内での枡職を認められ、以後惣次郎の子孫が工町で枡屋を名乗り枡職を家業としてきたとある。

## 枡改め
枡座による「枡改め」が実施されたのは、安永年間のことであった。安永3年（1774年）に樽屋藤左衛門が当時の江戸町奉行・牧野大隅守に枡改めの願書を提出し（10月28日付）、牧野大隅守はそれをもう1人の町奉行・曲淵甲斐守との連名で老中・田沼意次に提出した。この願書は安永5年に許可され、樽屋は2月23日に牧野大隅守から許可された旨を直接言い渡された。
当時は、枡座を通さない無認可の枡が横行し、そのために枡座の枡が売れず経営に支障が出てきた。枡改めは、そのために樽屋から願い出て行われたものであり、幕府が積極的に枡の統一を図ろうとしたのではなかった。京都の枡座の枡改めの許可は安永7年（1778年）8月に出された。
許可が出された後、樽屋はその実施要領を作成し安永7年（1778年）の2月に申請。同年5月に枡改めの規則16箇条が定められた。その内容は、「枡座の焼印の無い枡は没収」「焼印があり、容量が枡座製のものと同じでも、枡座製以外のものは没収」「枡座で作る7種以外の容量の枡は没収」「容量が枡座のものと同じで、枡座製と確認できるものは、古くても使用を認める」「諸国の私製枡は、製造者や領主の焼印があっても、違法であるから、密かにこれを調査し幕府に報告する」などであった。

### 枡改めの実施
枡改めに際して、枡座の手代達が全国に派遣された。この時、町奉行から幕府の伝馬役人に命じて街道筋の問屋年寄たちによる人馬の調達をさせて、江戸枡座の手代達は両町奉行連署の許可状を携行して、出先で自由に人馬の徴発が出来る権利が与えられた。
手代たちは、現地に着くとまず適当な場所を選定して枡改所とし、周辺の町年寄や惣代たちに枡の検定を行なうことを通知する。町年寄たちは町村内の枡と名のつくもの全てを集め、それぞれに所有者の住所氏名を記した貼紙をつけ、それに枡の種類や個数をまとめた届書を添えて、枡改所に持参する。商売によっては枡が無いと困る者がいるので、その者には2度に分けて行うことも認められた。枡座から発行されたものは、変造・変形などが無ければ検定済の焼印を押した。少々の破損はその場で修理して、1挺につき銀1分5厘の修理代を取り、大修理を要するものは所有者と相談して修理代を決めた。しかし枡座発行以外のものは没収して役所に引渡すことになった。
しかし、大名領においては協力的な藩ばかりではなく、協力に消極的な藩・藩の枡製作所の訴えにより枡改めに抵抗した藩・改めを完全に拒否した藩などがあった。
松本藩では、提出された枡が少ないことを枡座が抗議しても、それに対して特に何も手を打たなかった（『中世量制史の研究』）。
越後高田藩では、高田城下に枡座を設けて藩枡を自製していた町年寄達が、藩主に自分達の枡の正当性を訴え、藩はこれをそのまま幕府に伝達した。幕府は触書通り樽屋の枡を用いるべきと回答したが高田藩は応じなかった。これに対して枡座は高田城下に乗込んで枡改めを強行しようとしたが、高田の枡座は藩が幕府と交渉中だから江戸からの指令があるまで退去するよう命じ、樽屋の手代は成果を上げることなく帰還することになった。この後、枡座は安永9年（1780年）に高田に新京枡取次店を開設することを申入れるが拒否され、高田藩領の飛地小千谷に枡取次店を設けようとした時も拒否された。
天領である甲府においても枡の統一は実現できず、代官所は甲府の枡座・枡屋伝之丞を樽屋の手代とし、樽屋の極印を預けて甲州枡を発行させることになり、甲州枡は実質的に公定のものとなったのである（甲州枡参照）。
京枡座も、姫路藩が藩指定の者が新京枡と同一寸法の枡を製作し、大年寄が焼印をしたものを公定枡としているという理由で枡改めを行えなかった。ただし、その代りに姫路藩で藩独自の枡改めを行なったようである。
御三家の1つ紀州藩には水島家という藩指定の枡製作者がいて、明治に至るまで枡座製の枡は使用せず、枡改めの手代を入国させることも無かった。
枡改めに対する種々の抵抗に対し、枡座の手代には罰則を与えたり枡改めを強行したりする権限を与えられていなかったため、地元の役所に届け出る程度のことしかできなかった。

## 明治以後の枡座
明治8年（1875年）に度量衡取締条例が施行され、枡の製造は免許制となった。枡座とその出張所は、新器物の発売とともに廃止されることとなった。ただし、枡座の人間を枡の製作人にすることは禁止されなかった。
度量衡を制定するに際し、江戸枡座の主であった樽屋の樽俊之助に対して大蔵省が枡に関する様々な質問をしたことが記録に残っている。明治5年（1872年）3月には大蔵省の諮問に対し枡の弦鉄廃止の意見書を提出したり、大蔵省の依頼で枡の原器製作の見積りをして明治9年（1876年）9月5日付で上申書を提出したりしている。度量衡法の公布前にも、大蔵省は円筒形枡の試作を樽俊之助に見積もらせた。しかし、度量衡法の免許製作者名簿に樽の名は無く、樽屋のその後については不明である。